# Gebirgs-Röhrennasenflughund

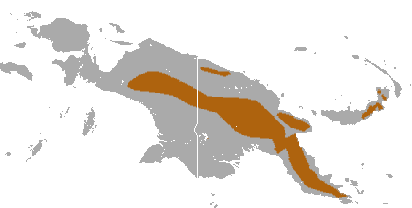
Verbreitungsgebiet des Gebirgs-Röhrennasenflughundes

Der Gebirgs-Röhrennasenflughund (Nyctimene certans) ist ein in der Region Australis verbreitetes Fledertier in der Unterfamilie der Röhrennasenflughunde. Die Art ist genetisch dem Rundohr-Röhrennasenflughund (Nyctimene cyclotis) sehr ähnlich und wird aufgrund morphologischer Unterschiede anerkannt.

## Merkmale
Dieser Flughund ist ein mittelgroßer Vertreter seiner Gattung und ohne Schwanz 80 bis 118 mm lang. Die Schwanzlänge beträgt 12 bis 30 mm, die Unterarme sind 55 bis 69 mm lang, die Länge der Hinterfüße liegt bei 11 bis 24 mm und die Ohren sind 7 bis 18,5 mm lang. Wie bei anderen Mitgliedern der Unterfamilie sind die rohrförmigen Nasenlöcher auffällig. Das gesprenkelte Fell der Oberseite hat eine graubraune Farbe mit einem undeutlichen Aalstrich auf dem Rücken und mit einem mehr braunen Kopf. Unterseits kommt cremefarbenes Fell vor. Typisch sind einige gelbliche Flecken auf den abgerundeten Ohren, die dicke Kanten besitzen, auf den Flügeln und auf den Nasenlöchern. Im Verhältnis zu den anderen Fingern ist der Zweite länger als beim Rundohr-Röhrennasenflughund. Der Gebirgs-Röhrennasenflughund hat einen kleinen faltigen Schwanz und eine schmale Schwanzflughaut. Kennzeichnend sind schwarze Krallen und ein einzelner unterer Schneidezahn pro Seite, der nur bei Jungtieren vorhanden ist. Die Reihe der oberen Backenzähne ist kürzer als beim Rundohr-Röhrennasenflughund. Bei in Alkohol gelagerten Museumsexemplaren bleicht die gelbe Farbe der Flecken aus. Der Schädel ist weniger breit als beim 2017 neu beschriebenen Wright-Röhrennasenflughund (Nyctimene wrightae).

## Verbreitung und Lebensweise
Der Gebirgs-Röhrennasenflughund lebt in zentralen und nördlichen Gebirgen von Neuguinea sowie des Bismarck-Archipels. Er hält sich in 800 bis 2800 Meter Höhe auf. Die Art bewohnt Bergwälder und besucht Gärten.
Die nachtaktiven Exemplare ruhen am Tage im Blattwerk der Bäume. Dort schlafen sie einzeln oder in Paaren. Die Nahrung besteht aus unterschiedlichen Früchten. Trächtige Weibchen mit einem Embryo sind aus den Monaten November und Februar bekannt.

## Gefährdung
Der Gebirgs-Röhrennasenflughund scheint aufgrund des vereinzelten Auftretens und der geringen Größe unattraktiv für Wildfleischjäger zu sein. Die Gesamtpopulation wird als stabil eingeschätzt. Deshalb wird die Art von der IUCN als nicht gefährdet (least concern) gelistet.